# Faisal Al-Fayez
Faisal Akef Al-Fayez ( em árabe: فيصل عاكف مثقال الفايز   ) (nascido em 20 de dezembro de 1952 em Amã) é um político jordaniano que foi o 34º primeiro-ministro da Jordânia de 25 de outubro de 2003 a 6 de março de 2005. Ele assumiu o cargo após a renúncia de Ali Abu al-Ragheb . Ele renunciou após ser criticado por não ser reformista o suficiente. Anteriormente, ele serviu como ministro da Defesa e é próximo do rei . Ele foi educado no College De La Salle, Amman, Jordan (1970) e depois foi para a Cardiff University, Reino Unido, onde se formou em ciências políticas em 1978. Em 1981, fez mestrado em relações internacionais pela Universidade de Boston .

## Experiência política
Al-Fayez foi Cônsul na Embaixada da Jordânia em Bruxelas de 1979 a 1983. Ele então ocupou o cargo de Chefe Adjunto do Protocolo Real no Tribunal Real de fevereiro de 1986 até 1995, quando foi promovido a Chefe Adjunto do Protocolo Real no Tribunal Real. Quatro anos depois, em 1999, tornou-se Chefe do Protocolo Real na Corte Real.
Em março de 2003, Al-Fayez foi nomeado Ministro do Tribunal Real Hachemita . Posteriormente, ele atuou como presidente da Câmara dos Representantes no 16º Parlamento da Jordânia em 2010. Ele atuou como membro do Senado desde 2007 e novamente a partir de 2013. Ele foi nomeado presidente do Senado em 25 de outubro de 2015, substituindo Abdelraouf al-Rawabdeh nesse cargo. Al-Fayez foi novamente nomeado presidente do Senado em 27 de setembro de 2020 por decreto real.

## Primeiro Ministro (2003-2005)
Em uma carta real de designação, Al-Fayez foi encarregado de realizar reformas domésticas, sociais e econômicas. Isso envolveu elevar o nível de imprensa e liberdade pública, questões sociais como mulheres e jovens e reduzir os níveis de desemprego. Al-Fayez reduziria o gabinete de 29 para 21 membros, e seu governo seria o primeiro na história da Jordânia a ter três ministras.
Em 2004, as reformas econômicas de Al-Fayez ajudaram a aumentar o PIB per capita da Jordânia em 9,17%, o maior aumento do PIB per capita em um ano para a economia da Jordânia desde 1992.
Em janeiro daquele ano, assinou o acordo multinacional para a segunda fase do Gasoduto Árabe, a segunda fase focada na extensão do gasoduto da fronteira sul da Jordânia em Aqaba até a fronteira norte em Rehab com um custo total de $ 350 milhões, trazendo o custo total do projeto para US$ 1,2 bilhão. Al-Fayez assinou o acordo ao lado de Rafiq Al-Hariri, Atef Obeid e Mohammad Al Otari .

## Prêmios
Faisal Al-Fayez recebeu várias condecorações jordanianas ao longo de sua carreira:
Em 1987, foi nomeado Oficial da Ordem da Independência (Ordem de Al-Istiqlal), e foi promovido ao posto de Grande Oficial em 1995.
Em 2000, ele recebeu o Grande Cordão da Ordem da Estrela da Jordânia (Ordem de Al-Kawkab Al-Urduni).

## Vida pessoal
Al-Fayez nasceu em Amã, filho de Akef Al-Fayez . Ele é casado e tem três filhos.